# Intermezzo (1939)
Intermezzo, a Love Story (prt: Intermezzo; bra: Intermezzo, ou Intermezzo: Uma História de Amor) é um filme estadunidense de 1939, do gênero drama romântico, dirigido por Gregory Ratoff para a Selznick International Pictures e nomeado para dois Prêmios da Academia.
É um remake do filme sueco de 1936 Intermezzo, com várias orquestrações da peça do mesmo nome de Heinz Provost que ganhou um concurso associado à produção do filme original. O roteiro de George O'Neil foi baseado no roteiro do filme original por Gösta Stevens e Gustaf Molander. A trilha sonora é composta por Robert Russell Bennett, Max Steiner, Heinz Provost e Christian Sinding. A cinematografia por Gregg Toland que substituiu Harry Stradling também foi nomeada para um Oscar.
Este filme marca a estreia de Ingrid Bergman em Hollywood. "Importada" por Selznick junto com o filme, ela se tornaria uma estrela internacional e referência de beleza, graças aos close-ups generosos deste filme e à maquiagem suave, sem excessos nem lápis nas sobrancelhas, uma beleza natural fora dos padrões artificiais tradicionais. Selznick ganharia fortunas "emprestando" Bergman para outros estúdios, graças a um contrato de exclusividade que durou anos.

## Prêmios e indicações
| Prêmio     | Categoria                        | Recipiente   | Resultado |
| ---------- | -------------------------------- | ------------ | --------- |
| Oscar 1940 | Melhor fotografia preto e branco | Gregg Toland | Indicado  |
| Oscar 1940 | Melhor trilha sonora - arranjos  | Lou Forbes   | Indicado  |

## Elenco
- Leslie Howard ... Holger Brandt
- Ingrid Bergman ... Anita Hoffman
- Edna Best ... Margit Brandt
- John Halliday ... Thomas Stenborg
- Cecil Kellaway ... Charles Moler, o empresário
- Enid Bennett ... Greta Stenborg
- Ann E. Todd ... Ann Marie Brandt
- Douglas Scott ... Eric Brandt
- Eleanor Wesselhoeft ... Emma, a empregada
- Marie Flynn ... Marianne

## Sinopse
Voltando para casa após uma vitoriosa turnê mundial, o violonista Holger Brandt reencontra a esposa, com quem mantém um casamento desgastado. No aniversário de sua filha, ele conhece Anita, a professora de piano dela, e se apaixona.